# Evangelisches Kirchenamt für die Bundeswehr
Das Evangelische Kirchenamt für die Bundeswehr (EKA) in Berlin ist eine Bundesoberbehörde im Geschäftsbereich des Bundesministeriums der Verteidigung (BMVg). Sie ist die zentrale Verwaltungsbehörde der Evangelischen Militärseelsorge und wird von Militärgeneraldekan Thorsten Kirschner geleitet. In ihm fließen die kirchliche Leitung durch den Evangelischen Militärbischof und die staatliche Verwaltung und Organisation durch das BMVg zusammen.
Zusammen mit dem Katholischen Militärbischofsamt, dem Militärrabbinat und den jeweils nachgeordneten Bereichen bildet es den  Organisationsbereich Militärseelsorge der Bundeswehr. Das Evangelische Kirchenamt hat seit 2007 seinen Sitz im ehemaligen Dienstgebäude des preußischen Evangelischen Oberkirchenrates in Berlin-Charlottenburg.

## Gliederung
Das Evangelische Kirchenamt gliedert sich in drei Referate:
- Referat I (Leitung: Direktor beim EKA Lars Burkhardt): Personalangelegenheiten in allen Dienststellen der Evangelischen Militärseelsorge; Organisation; Einsatzbegleitung; Ausland; Aus- und Fortbildung.
- Referat II (Leitung: Leitender Militärdekan Dirck Ackermann): Seelsorge; Theologische Grundsatzangelegenheiten; Pastorale Dienste; Gemeindearbeit; Lebenskundlicher Unterricht; Ökumenische Beziehungen; Zusammenarbeit mit anderen Gremien; Öffentlichkeitsarbeit; Intranet-/Internet. Das Referat organisiert z. B. die jährliche Gesamtkonferenz der Evangelischen Militärgeistlichen
- Referat III: Haushalt; Finanzen Bund/Kirche; zentrale Abrechnung des nebenamtlich beschäftigten Personals; Nebengebührnisse; zentrale und dezentrale Bedarfsdeckungsangelegenheiten; BwFuhrpark-Management; Angelegenheiten des inneren Dienstes im EKA (z. B. Poststelle und Einsatzsteuerung Dienst-Kfz, IT-Verantwortlichkeit sowie Infrastruktur); Fachaufsichtsprüfungen im Verwaltungsbereich bei den nachgeordneten Dienststellen

## Nachgeordneter Bereich
Dem Evangelischen Kirchenamt unmittelbar nachgeordnet sind die vier Evangelischen Militärdekanate Mitte, Nord, West und Süd als Bundesmittelbehörden. Die Militärdekanate führen die Aufsicht über etwa 100 Evangelische Militärpfarrämter als Ortsbehörden des Bundes. Diese Kleinstdienststellen bestehen meistens aus einer Militärpfarrerin bzw. einem Militärpfarrer und einer Pfarrhelferin bzw. einem Pfarrhelfer. Die vier Deutschen Evangelischen Militärpfarrämter an den Auslandsstandorten der Bundeswehr in den USA und bei den NATO-Stäben werden unmittelbar durch das Evangelische Kirchenamt geführt. Diese sind das Deutsche Evangelische Militärpfarramt Belgien/Frankreich (SHAPE), das Deutsche Evangelische Militärpfarramt Sigonelle/Italien, das Deutsche Evangelische Militärpfarramt USA I (Washington) und das Deutsche Evangelische Militärpfarramt USA II (Fort Bliss).

## Status

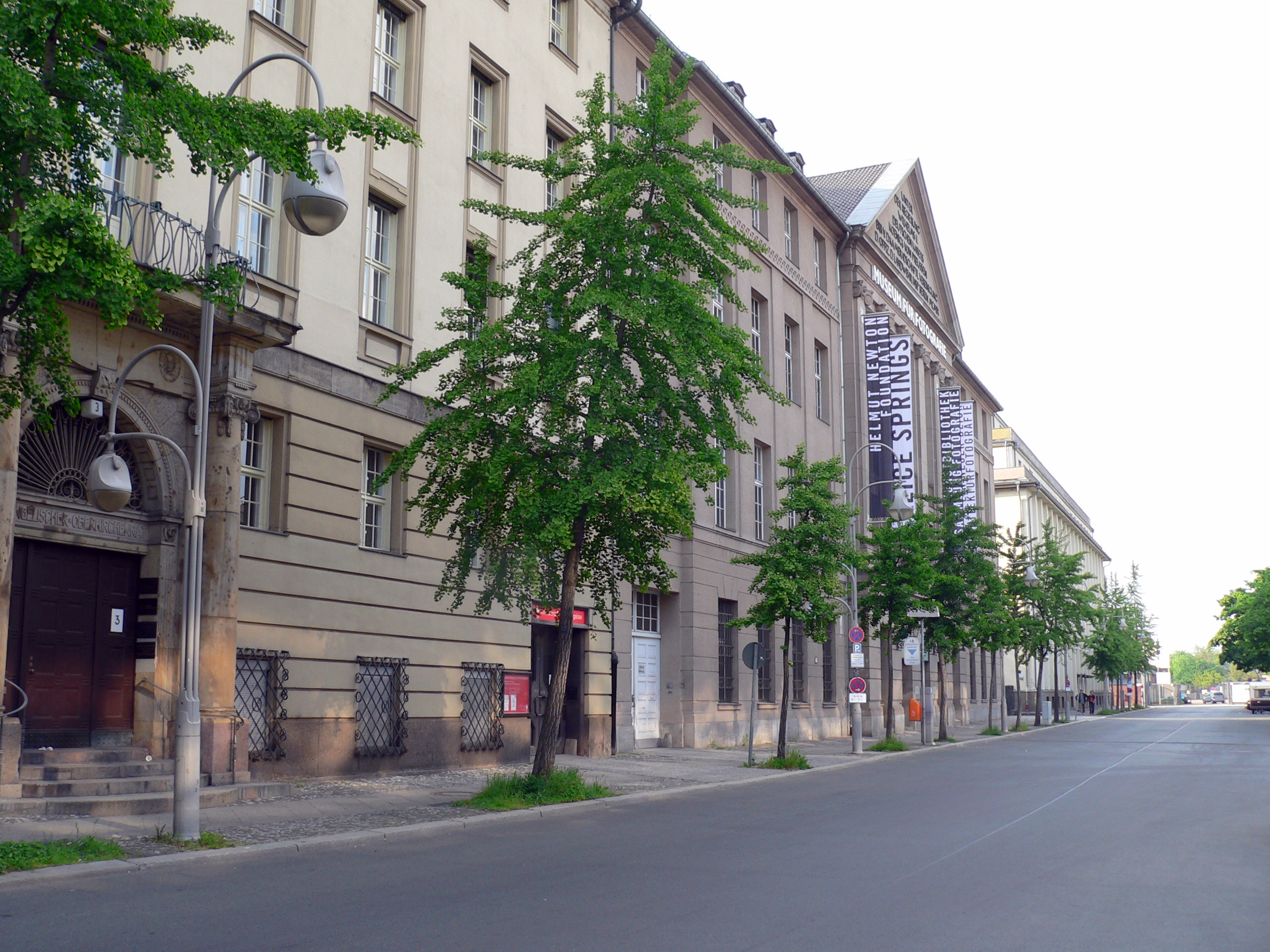
Das Evangelische Kirchenamt für die Bundeswehr in der Jebensstraße in Charlottenburg (Gebäude links)

Das Evangelische Kirchenamt für die Bundeswehr geht auf den 1957 zwischen der Bundesrepublik und der Evangelischen Kirche in Deutschland (EKD) abgeschlossenen Militärseelsorgevertrag zurück. Das Personal sind Bundesbedienstete. Das Amt untersteht in Angelegenheiten der Militärseelsorge dem Evangelischen Militärbischof, der nicht Angehöriger des Evangelischen Kirchenamtes für die Bundeswehr ist.

## Militärgeneraldekan
Der Militärgeneraldekan leitet das Evangelische Kirchenamt für die Bundeswehr. Er vertritt den Militärbischof in kirchlichen Angelegenheiten und ist Bundesbeamter auf Lebenszeit. Sein Amt ist in Besoldungsgruppe B 6 der Bundesbesoldungsordnung B eingruppiert.
Als Militärgeneraldekane für die Bundeswehr dienten:
- 1957–1965: Friedrich Hofmann
- 1965–1973: Albrecht von Mutius
- 1973–1992: Reinhard Gramm
- 1992–1995: Johannes Ottemeyer
- 1995–2004: Erhard Knauer
- 2005–2010: Peter Brandt
- 2010–2023: Matthias Heimer[2]
- seit 2024: Thorsten Kirschner[3]